# Spathomorpha
Spathomorpha är ett släkte av insekter. Spathomorpha ingår i familjen Phasmatidae.
Kladogram enligt Catalogue of Life:
| Spathomorpha | \| \| Spathomorpha adefa \| \| \| \| \| \| Spathomorpha lancettifer \| \| \| \| |
|              | \| \| Spathomorpha adefa \| \| \| \| \| \| Spathomorpha lancettifer \| \| \| \| |
|              | Spathomorpha adefa                                                              |
|              |                                                                                 |
|              | Spathomorpha lancettifer                                                        |
|              |                                                                                 |